# Piedad (Carrión de los Condes)
La Piedad es una obra realizada por Gregorio Fernández en 1620. Está ubicada en el Monasterio de Santa Clara de Carrión de los Condes, en Palencia (Castilla y León, España).

## Historia
El Monasterio de Santa Clara, fundado en el siglo xiii y habitado ininterrumpidamente por monjas pertenecientes a la Orden de Santa Clara (la cual contó con numerosos favores procedentes de mecenas, monarcas y papas), vivió un momento de notable esplendor a mediados del siglo xvii. En esta época tuvo un papel relevante la nieta por ascendencia materna del compositor Antonio de Cabezón, Luisa Ruiz de Colmenares, quien había ingresado en el monasterio en 1584, a los 20 años de edad, tomando el nombre de Luisa de la Ascensión (llegó a ostentar el puesto de abadesa en dos ocasiones: entre 1609 y 1611 y de 1615 a 1617). Autora de varios textos de carácter místico a la vez que visionaria, Sor Luisa logró obtener varios y muy generosos donativos del rey Felipe III de España así como de diversas familias nobles gracias a los cuales pudo erigir la iglesia y la sacristía actuales, aumentar las celdas y construir una hospedería en el Camino de Santiago, además de embellecer el monasterio con obras de importante valor artístico. A imagen y semejanza de los conventos de la Orden de los Carmelitas Descalzos, que por mandato de Santa Teresa de Ávila debían contar en la huerta con ermitas de pequeño tamaño para que los miembros de la comunidad religiosa pudiesen orar en ellas, el Monasterio de Santa Clara también poseía una en su huerta, la cual fue reconstruida por Sor Luisa, quien a mayores adquirió una Piedad tallada en 1620 por Gregorio Fernández para que presidiese la ermita al fin de invitar a las demás monjas al rezo y a la meditación.

## Descripción
El grupo escultórico, influenciado por la Piedad del retablo mayor de la Iglesia de Nuestra Señora de las Angustias de Valladolid, fue creado por Fernández en su época de plena madurez, reflejándose en él la espiritualidad y religiosidad de la sociedad de entonces además de poseer una evidente influencia manierista aprendida de las obras de Pompeo Leoni y un alto grado de patetismo tomado de Juan de Juni. Con esta pieza queda definido el estilo más genuino de Fernández, en el que su lenguaje directo y sus recursos expresivos, extraídos de las premisas de la reforma católica, enlazaron de forma directa con el sentimiento religioso de la sociedad.
Al tratarse del momento inmediatanente posterior al descenso de la cruz, la Virgen figura desplomada a los pies de la misma con el cadáver de su hijo posado en su regazo y en primer plano sobre el sudario, dibujando una forma arqueada con el brazo derecho, el cual se apoya a la altura de la axila sobre la rodilla derecha de María. Cristo muestra la cabeza levemente inclinada y cubre su zona íntima tan solo con un extremo del paño de pureza, con la pierna posicionada un poco más adelante que la izquierda en recuerdo de la postura que tenía en la cruz, estando el brazo izquierdo desplegado y en reposo encima el costado mientras que la mano, a imagen de los Cristos yacentes de Fernández, aparece cerrada. Jesús, con una pose corporal que quiebra la simetría de la composición en favor de la diagonalidad y en contra del ángulo recto de los Cristos precedentes, hace gala de una detallada anatomía en la que destacan la hendidura del vientre, la labor de talla de la cabeza, con una larga cabellera dirigida hacia la parte posterior en el lado izquierdo dejando al descubierto la oreja (rasgo típico de Fernández); la parte derecha del pelo con rizos que se posan delicadamente sobre el hombro, y mechones en la frente además de una simétrica barba partida. Los párpados están hinchados y los ojos entreabiertos al igual que la boca, como si Cristo acabase de exhalar su último aliento, hallándose presente una herida en la ceja izquierda producto de la corona de espinas, característica muy habitual en los Cristos de Fernández. En las carnaciones se aprecian llagas y verdugones con llamativos regueros de sangre que reflejan en sí mismos la Pasión en un alarde de patetismo, resaltando en este aspecto las marcas producidas por los latigazos, la llaga presente en el hombro izquierdo a causa del peso de la cruz, las heridas sangrantes de ambas rodillas en recuerdo de las tres caídas del Vía Crucis, las marcas de los clavos y la perforación de la lanza de Longinos en el costado derecho. La figura de Cristo es hercúlea y está caracterizada por una gran rotundidad a la vez que resulta digna y realista, esto último con el fin de estimular emocionalmente al espectador, repitiendo Fernández este modelo hacia 1625 con la Piedad venerada en la Iglesia de San Martín de Valladolid.
Respecto a la Virgen, esta es mostrada como una mujer en su juventud, con el rostro girado levemente a la derecha y ambos brazos erguidos a la altura de las caderas en señal de desconsuelo y súplica. Su vestimenta se compone de una túnica bermellón con doble botonadura en los puños y ajustada con un delgado cíngulo a la cintura dejando el zapato derecho a la vista; un manto azul oscuro que cubre parcialmente la cabeza y posee caída recta la cual se rompe abruptamente con un marcado cúmulo de pliegues en los brazos; y dos tocas, una en tono marfil con una diminuta doblez en la frente (rasgo inconfundible de Fernández) y otra de color gris enmarcando el rostro. Todos los ropajes forman numerosos drapeados quebrados y con caída vertical (rasgo propio del arte flamenco del siglo xv) que dotan a la imagen de un enorme valor a nivel plástico, destacando una notable preferencia por los colores planos al fin de obtener un grado de naturalismo superior al estofado. Sobresalen en la Virgen su delicada actitud y su expresión facial, resaltando en ella la oblicuidad de las cejas, el gran tamaño de los ojos (realizados en cristal) que con su mirada hacia lo alto aumentan el dramatismo de la escena, y una boca diminuta y entreabierta en la que se puede apreciar la dentadura.
El traslado de la obra desde la ermita hasta una capilla de la iglesia del monasterio en 1945 (lo que supuso para la pieza abandonar la clausura y ser expuesta al público): 63  debió motivar que sobre ella se llevase a cabo una desafortunada intervención que desfiguró la imagen de la Virgen además de añadirse elementos del gusto dieciochesco, como un ribete de pasamanería en el manto y en el sudario, la aureola estrellada de María y las potencias de Cristo (cuya imagen no sufrió alteraciones según Juan José Martín González), siendo el accesorio más llamativo un ornamento de plata consistente en un corazón atravesado por siete puñales en alusión a los siete dolores, mientras que como adorno de carácter escenográfico se erige una cruz en la parte posterior de la que cuelga un sudario de tela al tiempo que a un lado, encima de un paño en el suelo, se ubica la corona de espinas. Destaca el hecho de que la parte posterior de la imagen es plana debido a que el grupo fue concebido para su veneración en un retablo, caso que se repite en la Piedad de la Iglesia de San Martín. La imagen de Carrión de los Condes guarda relación por su parte con otra talla de Fernández realizada en 1627 y que la III condesa de Triviana, Mariana de Idiáquez y Álava, obsequió a Sor Luisa: un Cristo crucificado emplazado sobre un corazón flamígero, acorde a una visión experimentada por la religiosa y que a día de hoy se venera en un retablo colateral del monasterio. Esta pieza, exhibida en la muestra Memorias y esplendores, VII edición de Las Edades del Hombre celebrada en Palencia en 1999, es considerada por Jesús Urrea como el modelo en que se basa el Cristo de la Luz de Valladolid.: 337–338 

## Legado
Esta obra, pese a ser una de las menos conocidas de Fernández, destaca por ser una de las cinco Piedades talladas por el artista, siendo las otras, además de la conservada en la Iglesia de San Martín, la de la Iglesia del Carmen de Burgos (1610-1612), la del Museo Nacional de Escultura (1616) y la de la Iglesia de Santa María de La Bañeza (1628).: 118–119  De gran veneración en Carrión de los Condes y procesionada tres veces en Viernes Santo (la primera en 1945 y la última en 1998), la talla, elogiada por Martín González, tuvo el honor de formar parte en 2003 de la exposición El Árbol de la Vida, XI edición de Las Edades del Hombre celebrada en Segovia, y en 2022 de la muestra Transitus, XXVI edición de Las Edades del Hombre organizada en la Catedral Nueva de Plasencia.